# رودخانه‌های ارغیان

## رودخانه‌های ارغیان
ارغیان از ولایت‌های ربع نیشابور خراسان نام این ولایت در معجم‌البدان یاقوت حموی، الانساب سمعانی و اللباب ابن اثیر به صورت أَرْغِیان آمده است.همچنین نام این ولایت، در منابع مربوط به دوره تاریخی پس از قرن هشتم هجری، همراه با نام نقاط دیگر این ناحیه، همچون «بام و ارغیان»، «جهان و ارغیان» و «جهان ارغیان» به چشم می‌خورد.
از مهم‌ترین رودهای که در سرزمین ارغیان جریان دارند و شکوفایی این سرزمین نقش اساسی ایجاد کرداند عبارتند از:

### کال ولایت
کال ولایت این رودخانه که مهم‌ترین رودخانه بخش بام به حساب می‌آید یک رودخانه فصلی است که بیشتر محوطه‌ها و روستاهای فعلی در حاشیه این رودخانه ایجاد شده‌اند. ازشاخه‌های اولیه تشکیل دهنده رودخانه جاجرم می‌باشد. از تلاقی شاخه‌های اولیه خود بنام‌های آب خرق و شیون در حوالی دهستان بام واقع در ۴۲ کیلومتری جنوب خاوری اسفراین تشگیل می‌شود. به همین علت در ابتدا به نام رود بام نیز نامیده می‌شود. از جهت خاور باختری جریان می‌یابد پس از عبور از روستای اردین، دستجرد، حصاری و دریافت چند شاخه دیگر بi نام‌های نهامود، جهان و آستین، در روستای جهان‌آباد با رودخانه اسفراین تلاقی نموده روخانه جاجرم را به وجود می‌آورد. حوزه آبریز این رودخانه بخش خاوری شهرستان اسفراین واقع می‌باشد. طول این روخانه ۶۰ کیلومتر بوده و وسعت حوزه آبریز آن بالغ بر ۸۰۰ کیلومتر مربع می‌باشد. این رودخانه دارای جریان فصلی بوده و بهار دارای آب می‌باشد.

#### رودخانه کال شیون
این رودخانه نیز شاخه اولیه و سرچشمه رودخانه کال ولایت می‌باشد. از دامنه‌های خاوری کوه پاتو سرچشمه می‌گیرد به جنوب باختری جریان می‌یابد. اراضی روستای همه گجی، کورنان، تبرآباد (تبریان)، آقنج (آقچ) را مشروب نموده و در باختر دهستان بام با آب خرق تلاقی و رودخانه کال ولایت را به وجود می‌آورد طول این رودخانه ۲۰ کیلومتر بوده و در شمال روستای آقچ محل مناسبی برای احداث سد بر روی این رودخانه و ذخیره آبهای مازاد بر مصرف آن و همچنین جریانهای سیلابی رودخانه وجود دارد، این رودخانه دارای آبهای دائم بوده ولی به علت مصرف آن در روستاهای اطراف مسیر آب چندانی وارد کال ولایت نمی‌نماید.

#### رودخانه کال نهاجرد
دارای رژیم سیلابی است و حوزه آن ۶۲ کیلومتر مربع، جریان عادی این رودخانه ۵٪ مترمکعب در ثانیه برآورد گردیده‌است. این رودخانه از کوه‌های شاه حسن سرچشمه گرفته و پس از عبور از روستای بانی در و زالی در روستای دستجرد به کال ولایت می‌پیوندد نام اصلی این رودخانه درگذشته نهامود بوده که به مرور زمان به نهاجرد تغییر نام داده‌است و امروزه در روستاهای اطراف به نام کال داشخانه نیز شناخته می‌شود.

#### رودخانه کال تجری
از کوه‌های شاه حسن سرچشمه گرفته و پس از عبور از کلاته تجری علیا و سفلی در محدوده معروف به کالدابردی (واژه ترکی یعنی جایی که دو رودخانه به هم می‌رسند) به هم می‌پیوندد و پس از گذشت چند کیلومتر در شمال شرق روستای دستجردبه کال ولایت می‌پیوندد.
مهمترین محل‌های سکونت که درگذشته در حاشیه این رودخانه صورت گرفته می‌توان به تپه قلعه کهنه تجری اشاره کرد که در تجری علیا واقع گردیده‌است که اقوام ساکن در آن مربوط به اشکانیان می‌باشد.

#### رودخانه کال آجوقی
این رودخانه یکی از شاخه‌های اولیه و سرچشمه رودخانه ولایت می‌باشد در بخش‌های خاوری شهرستان اسفراین و از دامنه جنوبی قله ۲۷۳۲ متر واقع در ۴۸ کیلومتری جنوب خاوری اسفراین سرچشمه می‌گیرد در جهت جنوب باختری جریان می‌یابد. روستای آق چشمه و روستای خرق را مشروب می‌سازد در روستای بام با رودخانه شیون تلاقی نموده ورودخانه ولایت را تشگیل می‌دهند طول این رودخانه فصلی ۲۵ کیلومتر می‌باشد.

#### رودخانه جهان

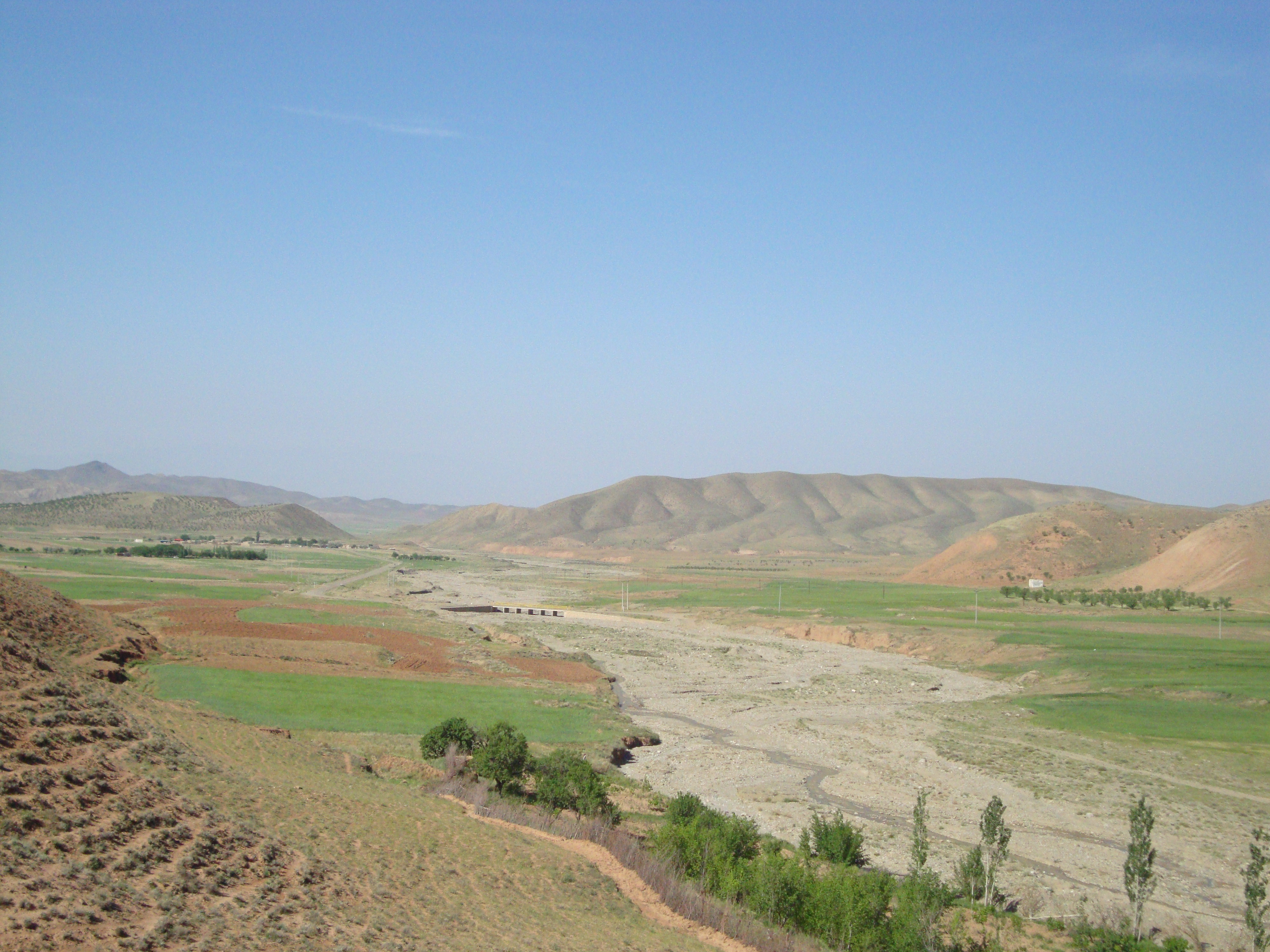
این رودخانه از شاخه‌های رودخانه کال ولایت می‌باشد که طول این رودخانه ۲۴ کیلومتر بوده و در روستای جهان محل مناسبی برای احداث سد بر روی آن وجود دارد.

از شاخه‌های رودخانه کال ولایت می‌باشد از دامنه‌های جنوبی کوه یاتوبا ارتفاع ۳۱۰۲ متر از رشته کوه بینالود واقع در ۲۹ کیلومتری خاور شهر اسفراین سرچشمه می‌گیرد. از شمال به جنوب جریان می‌یابد. سپس از خروج از دامنه‌های جنوبی بینالود وارد اراضی روستای جهان می‌گردد. اراضی این روستا و روستای چهارمست را مشروب نموده و در جنوب باختری روستای اخیر وارد رودخانه کال ولایت می‌شود.
.
طول این رودخانه ۲۴ کیلومتر بوده و در روستای جهان محل مناسبی برای احداث سد بر روی آن وجود دارد رودخانه جهان دارای آب دائم بوده ولی جریان دائمی آن به مصرف روستاهای مسیر رسیده و فاضلاب ان وارد رود ولایت می‌شود.

#### رودخانه آستی اًلنگ
این رودخانه از دو شاخه به نام‌های زو آستین و دره نیش خواست تشکیل شده و سرچشمه این دو شاخه بوده که در زو آستین به نام چشمه علی و در نیش خواست قره چشمه نامیده می‌شود. طول این رودخانه ۲۱ کیلومتر بوده ودارای آب فصلی می‌باشد و پس از عبور از روستای دهنه اجاق به رودخانه کال ولایت می‌پیوندد.